# Bürgermeisterei Saarburg
Die Bürgermeisterei Saarburg im Kreis Saarburg im Regierungsbezirk Trier in der preußischen Rheinprovinz war eine Bürgermeisterei mit
1 Stadt, 9 Dörfern, 1 Weiler, 1 Schloss, 4 Mühlen, welche 493 Feuerstellen und 3385 Einwohner hatten (Stand 1828).
Dazu gehörten:
- Saarburg, eine Stadt am Einfluss der Leuk in die Saar, über welche hier eine Fähre geht, und am Fuß des Schlossberges. Die Stadt ist der Sitz des Landkreises Saarburg und eines Friedensgerichts für die Bürgermeistereien Saarburg, Nittel, Irsch, Zerf und Canzem, und hat 3 Kath. Kirchen, 6 öffentliche Gebäude, 1 Schloss, 237 Privatwohnhäuser, 15 Fabrikgebäude und Mühlen, 78 Scheunen und Ställe. Die Anzahl der Einwohner war 1636 (Stand im Jahr 1828). Die Leuk bildet in der Stadt einen ziemlich bedeutenden Wasserfall.
- Niederleuken an der Saar mit 49 Fst., 248 Einw.,
- Biebelhausen an der Saar mit 16 Fst., 90 Ew.,
- Ayl mit 1 Kath. Tochterkirche, 58 Fst., 279 Einw.,
- Krutweiler an der Saar mit 15 Fst., 126 Einw., treiben sämtlich Weinbau;
- Kahren mit 21 Fst., 159 Einw.,
- Trassem mit der Oberhäuser-Mühle, 34 Fst., 269 Einw.,
- Perdenbach mit 24 Fst., 167 Einw.,
- Soest mit 10 Fst., 96 Ew.,
- Mannebach mit 1 Kath. Pfarrkirche, 1 Mühle, 30 Fst., 249 Ew.
- Kümmern mit 10 Fst., 65 Einw.